# 그녀들의 여유만만
《그녀들의 여유만만》은 KBS 2TV에서 2018년 7월 16일부터 2019년 8월 23일까지 방송되었던 아침 토크 쇼 프로그램이며, 방송시간은 평일 아침 9시 40분부터 오전 10시 40분까지이다.

## 기획 의도
새로운 패러다임 시대에 N세대로 불리는 30대에게 스스로 올바른 삶과 행복의 장을 제공하는 시사교양 프로그램이었다.

## 역대 MC
| 역대 (기수) | 진행자                                          | 진행 기간                         | 비고                        |
| ----------- | ----------------------------------------------- | --------------------------------- | --------------------------- |
| 1기         | 이재성 - 김보민, 조수빈, 이선영, 이슬기, 김민정 | 2018년 7월 16일 ~ 2019년 1월 15일 | [ 2 ] [ 3 ] [ 4 ]           |
| 2기         | 이재성 - 김보민, 조수빈, 이선영, 윤수영, 김민정 | 2019년 1월 16일 ~ 2019년 3월 29일 |                             |
| 3기         | 이재성 - 김보민, 강서은, 이선영, 윤수영, 김민정 | 2019년 4월 1일 ~ 2019년 4월 9일   | [ 7 ] [ 8 ]                 |
| 4기         | 이재성 - 김보민, 이선영, 윤수영, 박지현, 김민정 | 2019년 4월 10일 ~ 2019년 5월 13일 | [ 10 ]                      |
| 5기         | 이재성 - 김보민, 이선영, 윤수영, 정지원, 박지현 | 2019년 5월 14일 ~ 2019년 8월 23일 | [ 12 ] [ 13 ] [ 14 ] [ 15 ] |

## 타이틀 변천사
| 역대 | 타이틀                    | 진행 기간                           |
| ---- | ------------------------- | ----------------------------------- |
| 1대  | 새 아침 행복나들이        | 1994년 10월 10일 ~ 1995년 2월 18일  |
| 2대  | 엄앵란, 이택림의 사랑방   | 1996년 3월 4일 ~ 1998년 6월 12일    |
| 3대  | 김병찬, 변우영의 행복탐험 | 1998년 6월 15일 ~ 1998년 10월 9일   |
| 4대  | 행복채널                  | 1998년 10월 12일 ~ 2003년 10월 31일 |
| 5대  | 여유만만                  | 2003년 11월 3일 ~ 2018년 7월 13일   |
| 6대  | 그녀들의 여유만만         | 2018년 7월 16일 ~ 2019년 8월 23일   |

## 경쟁 프로그램
- 기분 좋은 날 (MBC TV)
- 좋은 아침 (SBS TV)

## 관련 프로그램
- 무엇이든 물어보세요 (KBS 1TV)